# Могольское завоевание Малвы
Могольское завоевание Малвы было военной кампанией, начатой империей Великих Моголов в 1560 году во время правления падишаха Акбара Великого (1556—1605) против султаната Малва, который освободился от правления Великих Моголов во время восстания Шер-шаха Сури от императора Хумаюна. Таким образом, Акбар имел претензии на провинцию. Баз Бахадур был губернатором Малвы в империи Суридов, но объявил о своей независимости после смерти Шер-шаха.

## История
Завоевание возглавляли приемный брат Акбара Адхам-хан и генерал Пир Мухаммад-хан Ширвани. Они победили Баз Бахадура в битве при Сарангпуре в 1561 году, когда его афганские войска покинули его. По словам историка Бадауни, моголы заняли столицу Манду, совершив массовые убийства населения и присвоение богатства и гарем султана. Сам Акбар вмешался, поехал в Малву и отстранил Адхам-хана от управления провинцией, захватив его добычу. Он послал Пир Мухаммад-хана на юг, чтобы преследовать Баз Бахадура. Говорят, что Адхам-хан желал жену султана Малвы Рупамати, которая покончила с собой, употребив яд, вместо того, чтобы быть захваченной могольским военачальником.
После завоевания Малвы Баз Бахадур бежал из Малвы в Хандеш, и там его преследовал могольский военачальник Пир Мухаммад-хан, который занял Бурханпур, столицу этого региона. Однако хан был побежден и убит коалицией Баз Бахадура, султаната Хандеш и султаната Берар, что привело к тому, что Баз Бахадур ненадолго вернул Малву в 1562 году, прежде чем возобновить нападения Великих Моголов.
Акбар Великий послал Абдуллах-хана Узбека вернуть Малву под контроль Империи Великих Моголов. Баз Бахадур снова бежал, сначала в горы Гондвары, чтобы вести партизанскую войну, а затем искал убежища у Удай Сингха II, раны Мевара, в 1568 году. Тем временем Абдулла-хан стал губернатором Малвы. Баз Бахадур, наконец, сдался моголам в 1570 году и был награждён Акбаром мансабдаром 2000, став частью могольской элиты. Завоеванные области были позже организованы в Малавскую субу.